# Talty (Teksas)
Talty – miasto w Stanach Zjednoczonych, w stanie Teksas, w hrabstwie Kaufman.